# Sant Salvador del Vendrell
Sant Salvador del Vendrell és una església del Vendrell inclosa a l'Inventari del Patrimoni Arquitectònic de Catalunya.

## Descripció
L'església parroquial del Vendrell és dedicada a Sant Salvador. L'exterior és format per una façana amb tres cossos. El central conté la porta principal, una gran rosassa i és rematat per un arc de mig punt. El de la banda dreta té un balcó d'arc rebaixat. A l'esquerra es troba la torre del campanar amb el rellotge i amb un altre balcó d'arc escarser.
L'interior consta d'una nau central amb capelles laterals (tres per banda), creuer i absis decorat amb una conquilla. A la part central del creuer hi ha una gran cúpula. La nau central té trams i queda separada de les capelles laterals per obertures d'arc de mig punt intercalades per pilastres adossades d'on arrenca un sobresortint entaulament on s'hi recolza la volta de canó. Als peus de l'església hi ha el cor, sota el qual hi ha un arc carpanell suportat per dues grans pilastres.
La porta amb llinda és de considerables dimensions. A les dues bandes hi ha tres cossos de pedra (el central sobresortit), cadascun d'ells amb una columna adossada. Les columnes són bombades i tenen una gran base quadrada i capitells formats per fulles d'acant i volutes. La columna que destaca té dues fornícules amb conquilla a cada banda. Sobre els capitells descansa un fris molt trencat (típic del barroc) que està rematat per dues grans volutes.
Dins la figura geomètrica que es troba entre la llinda i el fris hi ha una decoració a base de motllures que descriuen línies corbes, al centre de les quals es troba una imatge molt erosionada que potser representa Sant Salvador.
El campanar és a la banda esquerra de la façana principal de l'església i format per una torre de considerable alçada. La part inferior és formada per un basament quadrat, rematat per uns pinacles situats en el vèrtex superior. En aquest hi veiem el rellotge, un balcó amb arc escarser i una cornisa decorativa.
La resta és una torre vuitavada formada per quatre cossos separats entre ells per cornises, menys el tercer, que és separat per una cornisa i una bonica barana de pedra rematada per pinacles. El segon cos té unes obertures d'arc de mig punt on es veuen les campanes. Els dos últims cossos són de diàmetre més reduït que els altres, i hi destaquen unes finestres amb arc de mig punt una volta que sosté un àngel.
L'àngel que se situa al cim del campanar és una figura exempta feta de bronze i amb molt detallisme. Té una actitud severa i concentrada. La figura s'aguanta amb una sola cama, l'altra és encongida cap al darrere. Té un braç col·locat a la cintura i l'altre estirat cap al davant (senyalant la direcció del vent). El cap de l'Àngel és coronat amb una corona de llorer i flors.
La trona és feta de fusta molt treballada i consta d'àmbit i tornaveu. A l'àmbit s'hi accedeix per una escalinata de fusta amb balustrada. Aquest es recolza en la mènsula de fusta. Té forma poligonal, presenta sis cares, de les quals, les quatre centrals tenen imatges en alt relleu dels quatre evangelistes amb els seus respectius signes.
A un metre de distància de l'àmbit i adossat a la paret, es troba el tornaveu de forma octogonal i rematat a la part superior per unes petxines intercalades amb volutes de disposició radial, que sostenen la figura d'un Sant.

## Història
A finals del segle xvii la Vila del Vendrell havia fet una gran creixença en la població i un nou temple, en consonància amb l'augment i importància de la Vila.
El Sr. Bisbe de Barcelona, Dr. Ximenez de Carcante, va donar la llicència per poder treballar els dies de festa i va concedir 40 dies d'indulgència a tots els que prenguessin part en aquesta obra. El decret episcopal fou signat el 4 de gener de 1728.
Les obres del temple foren començades a 13 de juny de 1732, com consta en la làpida que hi ha a la façana del temple: "Aquest Sagrat Temple, dedicat al Salvador Transfigurat, fou començat a causa de les reduïdes dimensions de l'antic l'any del Senyor 1732, el dia 13 de D. Gaspar de Molina i Obeda; Abat de S. Cugat Senyor d'aquesta baronia el molt ilustre Sr. D. Josep de Roger i mossèn el RMD. Antoni Ferrer".
El campanar fou projectat el 1769 per Joan Antoni i rovira de Tarragona. Les obres acabaren l'any 1784 i el mateix any foren col·locades les campanes, una de 25 quintars amb el so de la nota mi i amb el nom de Salvadora. L'altra pesa 18 quintars, fa la nota fa i té el nom d'Anna. Totes dues foren foses a la vila per Jaume Mestres de Reus i beneïdes el 24 de juliol del mateix any. El 4 de març de 1874 (tercera guerra carlina) les tropes carlines van entrar dins el nucli liberal del Vendrell. L'últim nucli de defensa fou el campanar, a les pedres del qual encara es poden veure impactes de bala carlins.
La construcció de l'Àngel s'inicià el mes de juliol de 1784, un mestre argenter de Vilanova i la Geltrú anomenat Josep Romeu. Destinat a l'ornamentació del campanar de la Vila. La dita escultura tenia doble finalitat: ornamentació i senyalar la direcció d'on bufa el vent. El sis d'agost, festivitat de Sant Salvador del 1784 fou col·locat al cim del campanar. Quan la guerra amb el francès (tenia el quartell general al Vendrell) aquests tiraven a fer blanc amb al cama encongida de l'Àngel fins que aconseguiren tallar-la. La cama fou guardada a la Casa comunal. L'any 1859 un huracà li arrencà l'ala dreta, i l'altra 26 anys després. El sis de novembre de 1825 quedà immòbil.
L'Àngel fou restaurat el 1971(1959?) i restituït al seu lloc per un helicòpter nord-americà.
En paraules de l'"speaker" de la Ràdio i Televisió de París, dites en el reportatge de la reposició de l'Àngel: "mentre aquestes màquines de guerra es dediquin a passejar àngels pel dolç cel de Catalunya, tot anirà bé, perquè això serà signe de pau" (Julià Antoni i Ramírez)
L'antiga trona era col·locada a la banda dreta del creuer. Al construir-se la nova trona fou col·locada a la banda esquerra. L'àmbit presenta en una de les seves cares, aquesta inscripció: "Joan Constant, mestre fuster del Vendrell, F. Carulla Ribera, artista escultor de Barcelona ho han fet. El Sr. Arxipreste, J. Tous Farell, pare que la beneí en la diada de Santa Anna, el 26 de juliol de 1953".